# Sima Yue
Sima Yue (司馬越) (* 3. Jahrhundert; † 23. April 311 in Xiancheng) war ein chinesischer Prinz der Jin-Dynastie der im Krieg der Acht Prinzen involviert war. Von 306 bis 311 war er chinesischer Regent.

## Leben

### Herkunft
Sima Yue war ein Sohn von Sima Yis Neffen, dem Prinzen von Gaomi, Sima Tai († 299). Er führte den Titel eines Prinzen von Donghai. Er hatte mindestens drei Brüder: Sima Lue, Sima Mo und Sima Teng.

### Rebellion gegen Sima Ying
Unter dem chinesischen Regenten Sima Ying war Sima Yue 304 verantwortlich für die zivilen Behörden in der Hauptstadt. Im selben Jahr erhob er sich gegen Sima Ying, um diesen aus seinem Amt zu entfernen und die Macht des Kaisers formell wiederherzustellen. Beide Seiten trafen bei Tangyin aufeinander. Sima Yue wurde geschlagen und musste fliehen.

### Rebellion gegen Sima Yong
305 rebellierte er gegen Sima Yong, einen anderen Prinzen, welcher zu dieser Zeit die Zentralregierung in China kontrollierte, da er den Kaiser entführt und in seine Gewalt gebracht hatte. Weite Teile der Provinz Guanzhong unterwarfen sich Sima Yue bis 306. Dieser ernannte sich daraufhin zum taifu und damit faktischem Regenten des Landes. Wichtigen Anteil an seinem Sieg über Sima Yong hatten die Söldner der Xianbei und Wuhuan, die in Sima Yues Armee kämpften.

### Regentschaft; Kampf gegen Shi Le
Unmittelbar nach der Machtübernahme ließ Sima Yue den Kaiser Jin Huidi durch vergiftetes Essen töten. Anschließend ernannte er Sima Zhi zum Kaiser, dieser fungierte aber nur als eine Marionette für Sima Yues Regierung. Im Sommer 307 wurde der Regierungssitz nach Xuchang verlegt und mehrere Schlüsselpositionen im Militär neu besetzt. Einflussreiche Ämter fielen an Sima Yues Brüder. Bereits wenig später zerfiel diese neu geschaffene Machtbalance jedoch, als Sima Teng vom Rebellenführer Shi Le getötet wurde. Shi Le, der bereits zur Zeit der Acht Prinzen gegen die Jin gekämpft hatte, zerstörte Sima Tengs Regierungssitz Ye. Shi Le stammte aus der unteren Schicht und hatte eine tiefe Abneigung gegen den Adel. Da er mit dem aufständischen Liu Yuan kooperierte, konnte die neue Allianz bis 308 fast das gesamte Gebiet nördlich des Gelben Flusses erobern. Sima Yue gelang es nicht, den Aufstand unter Kontrolle zu bringen. Als wenig später sein Bruder Sima Lue starb und Sima Yue dessen Nachfolger töten ließ, verlor er den Respekt seiner Truppen endgültig. Shi Le konnte im März oder April 311 den Regierungssitz Xuchang einnehmen. Der chinesische Kaiser plante daraufhin Sima Yue zu ermorden, da er mit dessen diktatorischer Herrschaft nicht einverstanden war. Dazu kam es allerdings nicht mehr: Sima Yue starb am 23. April 311 an den Folgen von Stress.

## Nachkommenschaft
- Gemahlin: Pei († nach 311)
  - Sima Pi († 311).[6]